# آندریا سروی
آندریا سروی (انگلیسی: Andrea Servi; ۱۲ ژوئن ۱۹۸۴ – ۲۲ اوت ۲۰۱۳) بازیکن فوتبال اهل ایتالیا بود.
از باشگاه‌هایی که در آن بازی کرده‌است می‌توان به باشگاه فوتبال سالرنیتانا و باشگاه فوتبال آ.اس. رم اشاره کرد.